# Herrarnas 15 km klassisk stil vid världsmästerskapen i nordisk skidsport 2011
Herrarnas 15 km i klassisk stil vid Skid-VM 2011 avgjordes den 1 mars 2011 kl. 13:00 (svensk tid) i Holmenkollen, Norge. Guldmedaljör blev Matti Heikkinen, Finland.

## Tidigare världsmästare
| År   | Ort           | Mästare               |
| ---- | ------------- | --------------------- |
| 2001 | Lahtis        | Per Elofsson          |
| 2003 | Val di Fiemme | Axel Teichmann        |
| 2005 | Oberstdorf    | Pietro Piller Cottrer |
| 2007 | Sapporo       | Lars Berger           |
| 2009 | Liberec       | Andrus Veerpalu       |

## Resultat - topp 30
| Placering | Startnr. | Namn                   | Land      | Tid     |
| --------- | -------- | ---------------------- | --------- | ------- |
| 1         | 68       | Matti Heikkinen        | Finland   | 38:14,7 |
| 2         | 71       | Eldar Rönning          | Norge     | 38:28,0 |
| 3         | 70       | Martin Johnsrud Sundby | Norge     | 38:46,6 |
| 4         | 48       | Stanislav Volzjentsev  | Ryssland  | 38:51,3 |
| 5         | 62       | Sami Jauhojärvi        | Finland   | 38:58,9 |
| 6         | 69       | Maurice Manificat      | Frankrike | 39:03,5 |
| 7         | 75       | Lukas Bauer            | Tjeckien  | 39:09,7 |
| 8         | 56       | Ville Nousiainen       | Finland   | 39:11,0 |
| 9         | 61       | Tobias Angerer         | Tyskland  | 39:24,8 |
| 10        | 73       | Maksim Vylegzjanin     | Ryssland  | 39:25,7 |
| 11        | 35       | Sergej Tjerepanov      | Kazakstan | 39:35,0 |
| 12        | 55       | Keishin Yoshida        | Japan     | 39:40,9 |
| 13        | 66       | Axel Teichmann         | Tyskland  | 39:42,8 |
| 14        | 44       | Jaak Mae               | Estland   | 39:43,4 |
| 15        | 52       | Petter Eliassen        | Norge     | 39:45,0 |
| 16        | 41       | Tero Similä            | Finland   | 39:47,6 |
| 17        | 60       | Johan Olsson           | Sverige   | 39:53,1 |
| 18        | 72       | Martin Jaks            | Tjeckien  | 39:55,0 |
| 19        | 54       | Martin Bajcicak        | Slovakien | 40:11,5 |
| 20        | 77       | Alexander Legkov       | Ryssland  | 40:13,9 |
| 21        | 51       | Sjur Røthe             | Norge     | 40:14,5 |
| 22        | 65       | Anders Södergren       | Sverige   | 40:22,5 |
| 23        | 38       | Algo Kärp              | Estland   | 40:22,9 |
| 24        | 67       | Kris Freeman           | USA       | 40:24,4 |
| 25        | 78       | Dario Cologna          | Schweiz   | 40:26,5 |
| 26        | 37       | Karel Tammjärv         | Estland   | 40:29,8 |
| 27        | 40       | Giovanni Gullo         | Italien   | 40:32,8 |
| 28        | 29       | Kouhei Shimizu         | Japan     | 40:40,6 |
| 29        | 43       | Noah Hoffman           | USA       | 40:42,8 |
| 30        | 59       | Ivan Babikov           | Kanada    | 40:42,9 |